# 代科瓦亞峰
71°28′S 12°11′E / 71.467°S 12.183°E
代科瓦亞峰（英語：Daykovaya Peak）是南極洲的山峰，位於毛德皇后地的沃爾塔特山脈，屬於彼得曼山脈中西彼得曼山脈的一部分，海拔高度1,995米，該山峰由德國探險隊發現。